# Jan Elzinga
Jan Elzinga (Wolvega, circa 1950) was een Nederlandse burgemeester van de PvdA.
Elzinga begon zijn loopbaan als ambtenaar bij de gemeenten Ferwerderadeel, Steenwijk, Duiven en Leusden. Hij was gemeentesecretaris van Gasselte en Brummen en statenlid tevens voorzitter van de provinciale Rekenkamer in Gelderland. Daarna werd hij in 1990 benoemd tot burgemeester van de gemeente Made en Drimmelen. Bij de gemeentelijke herindeling op 1 januari 1997 ging die gemeente op in de nieuwe gemeente Made die een jaar later hernoemd werd tot de gemeente Drimmelen. Elzinga werd de burgemeester van de nieuwe gemeente. Hij stapte in januari 2004 op na een vertrouwensbreuk met de gemeenteraad van Drimmelen. Hij werd in november 2004 benoemd tot waarnemend burgemeester van Reeuwijk. Op 1 januari 2011 werd de gemeente Reeuwijk met de gemeente Bodegraven samengevoegd tot de nieuwe gemeente Bodegraven-Reeuwijk waarmee zijn functie kwam te vervallen.
Naast burgemeester van Reeuwijk was Elzinga onder meer adviseur onroerend goed bij Sluyter Logistics te Rotterdam, lid van de raad van commissarissen van de afvalbeheerder Cyclus te Gouda en adviseur bij Vosko Networking te Gouda.
Na het burgemeesterschap van Reeuwijk startte hij een adviesbureau. Hij was onder andere adviseur voor de woningbouwstichting Geertruidenberg, directeur bij HBIO te Sliedrecht, directeur van de kinderopvang Eskade, adviseur landgoed Ulvenhart, voorzitter Rekenkamer Dronten en vervulde diverse ad hoc opdrachten op het gebied van de ruimtelijke ordening.